# Long terminal repeat
LTR o repetición terminal larga (Abr. LTR, del inglés Long Terminal Repeat) es una secuencia de nucleótidos característica que se encuentra en cada extremo de un elemento retroviral que ha sido integrado en el genoma hospedador. Está implicada en el proceso de integración.

## Transcripción
Las secuencias LTR se transcriben parcialmente en un ARN intermediario, para posteriormente y mediante transcripción reversa pasar al ADN complementario (ADNc) y finalmente al ADN bicatenario (dsADN de las siglas "double stranded") con LTRs completas. Las LTRs median la integración del DNA retroviral vía una integrasa específica de LTR presente en otra región del cromosoma hospedador. Las primeras secuencias LTR fueron descubiertas por A.P.Czernilofsky y J.Shine en 1977 y 1980.
Los retrovirus, como el Virus de la Inmunodeficiencia Humana (VIH) emplean este tipo de mecanismos.

## Datación de inserciones retrovirales mediante el uso de LTRs
Dado que las LTR 5' y 3' son idénticas tras la inserción, la diferencia entre los LTRs apareados puede ser utilizada para estimar la edad de inserciones retrovirales anteriores. Este método de datación es empleado por paleovirólogos, a pesar de que no tiene en cuenta factores "confusos" tales como la conversión génica y la recombinación homóloga.

## VIH-1
La LTR del VIH-1 mide aproximadamente 640 pb (pares de bases) y, al igual que otros LTRs retrovirales, está segmentada en las regiones U3, R y U5. U3 y U5 han sido posteriormente subdivididas de acuerdo a los sitios de unión a factores de transcripción y su impacto en la actividad LTR o la expresión viral. El proceso constituido por varias etapas de la transcripción reversa permite el emplazamiento de dos LTRs idénticas, cada una consistente en una región U3, una R y una U5, en cada uno de los extremos del DNA proviral.
Los extremos de las LTR participan subsecuentemente en la integración del provirus en el genoma hospedador. Una vez se ha integrado, la LTR de 5' funciona como promotor del genoma retroviral completo, mientras que la LTR de 3' proporciona la poliadenilación del ARN naciente y, en VIH-1, VIH-2 y SIV, codifica para la proteína accesoria Nef.
Todas las señales requeridas para la expresión génica se encuentran en los LTRs: Enhancer, promotor (puede ser que tenga ambos enhancers transcripcionales o elementos reguladores), iniciación de la transcripción (como el capping), terminador de la transcripción y señal de poliadenilación.
En VIH-1 la región 5'UTR ha sido caracterizada de acuerdo a las diferencias funcionales y estructurales en diversas subregiones.
- Datos: Q1869477
- Multimedia: Long terminal repeat / Q1869477